# Haderslev Dam
Haderslev Dam er en sø, vest for fjordbyen Haderslev i Sønderjylland. Byen er opstået på en stor banke af aflejret sand og ligger således midt mellem Haderslev Dam og Haderslev Fjord.

## Størrelse og beliggenhed
På grund af udstrækningen og geografien, kan dammen opfattes som tre søer, der strækker sig over en længde på knap 6 km og på visse steder en bredde op til 1 km. Der er etableret dæmninger i både øst- og vestenden, hvilket deler dammen op i tre dele, nemlig Hindemade, Haderslev Dam og Inderdammen. De tre dele ligger i Haderslev Tunneldal (også kaldet Haderslevdalen), der over en strækning på 25 kilometer forløber mellem Vojens by og Haderslev Fjords udmunding i Lillebælt ved Årøsund. 
I vest grænser den midterste og største del af Haderslev Dam (260 ha) op til en dæmning, der adskiller den fra søen Hindemade; dog er der forbindelse mellem Hindemade og Haderslev Dam via Tørning Å (egentlig en kanal) og bækken Ny Koldbæk. Det meste af østsiden af dæmningen og sydvesthjørnet af Haderslev Dam består af en ellesump. Haderslev Dams vestligste del er præget af rørskov og åkander, mens den øvrige søflade, der er Sønderjyllands største sø, er åben. I dammen ligger to øer, den træbevoksede Granø og den græsklædte Mågeø, begge ejet af familien Fuglsang (bryggeri). Søens sydlige bred er præget dels af Haderslev Dyrehave, anlagt i den østligste del af Pamhule Skov (Haderslev Sønderskov), og dels af de åbne skrænter på Nørskovgård. Længere i retning mod Haderslev er sydsiden præget af ellesumpe, kildevæld, smalle rørbræmmer og enkelte lunde. Ved Haderslev bærer bredden præg af den bymæssige bebyggelse med vandrehjem, roklub mm. i Erlev. På nordsiden af Haderslev Dam ligger Restaurant Damende, Fredsted og Haderslev Sygehus, hvis omgivelser dels er park, dels pilekrat og sumpede områder. Nordsiden går hurtigt over i villakvarterer, Sankt Severin Kirke og dens kirkegård. Den indre dam hører til Haderslev Dampark, og fra denne strømmer vandet gennem Møllestrømmen og Møllestryget syd om byen til Haderslev Havn og Haderslev Fjord.

## Oprindelse og kulturhistorie
Haderslev Tunneldal, og dermed området, der i dag omfatter de ovennnævnte søer og Haderslev Fjord, er et resultat af isens seneste tilbagetrækning for 16.000 år siden. Dannelsen er sket ved smeltevandsflodernes erosion under iskappen. Disse strømløbs retning var vest, altså mod iskappens rand, hvilken kan synes mærkværdigt, da dalene er dybest mod øst og mod vest skråner op mod hedesletten. Fænomenet kan forklares ved den rent lokale trykpåvirkning under isen, der gjorde smeltevandsfloderne uafhængige af tyngdekraften.
Ved Haderslevs befæstning omkring 1420 etableredes en mølledæmning i tilknytning til Slotsvandmøllen ved Sønderbro i den sydlige del af byen, og dammen fik sin nuværende udstrækning. Inden da løb nogle åer og bække gennem den fugtige engagtige dal. I forbindelse med opdæmningen omdannedes altså disse enge vest for byen til Haderslev Dam, og man udnyttede det opstemmede vand dels til at drive vandmøllen, og dels til at anlægge en forsvarsgrav/aflastningskanal nord om byen. Denne grav forløb fra den nuværende indre dam langs gaden Gravenes sydlige husrække og gaden Jomfrustien til fjorden. Den var ca. 20 meter bred og 6-8 meter dyb.
Vest for og noget højere end Haderslev Dam, finder man stadig 1800-tallets industrianlæg såsom Tørning Mølle og Christiansdal Elektricitetsværk, der begge blev anlagt ved hjælp af høje opstemninger og kanalføringer. Ved den sidste opstemning inden havn og fjord finder man – som omtalt ovenfor – ved Møllestrømmen Slotsvandmøllen fra 1827, hvor korn fra omegnen blev malet. Bygningen huser i dag egnsteateret Teatret Møllen.

### Halvøerne
Damhalvøens placering: 55°14′54.07″N 9°29′0.97″Ø / 55.2483528°N 9.4836028°Ø
Den "ydre" eller nye halvø med mindesmærke: 55°14′51.83″N 9°28′41.09″Ø / 55.2477306°N 9.4780806°Ø
Der tales ofte noget i flæng om de to halvøer i den østlige del af Haderslev Dam. Den "indre" – bynære – halvø, hvor klosterkirkegården ligger, hedder og har altid heddet Damhalvøen, medens den "ydre" halvø, der er opstået efter anlæggelsen af omfartsvejen, ikke bærer noget specielt navn; også den benævnes ofte, men fejlagtigt Damhalvøen og reelt ligger den på en ø, idet det opfyldte område er omgivet af vand til alle sider.
Den "indre" halvø har inden omkørselsvejens anlæggelse været noget større end i dag og har rummet blegeplads og i nyere tid badeanstalt.

## Braunius' prospekt
På Georg Braunius' og Frans Hogenbergs prospekt over Haderslev fra 1585 ses tydeligt detaljer i byen, herunder domkirke, kloster og byporte. Mod vest ses en lille del af dammen og Damhalvøen med sit næs, hvorom vandet nærmest ledes syd om og ind i Møllestrømmen. Også aflastningskanalen/forsvarsgraven ses nord for byen. Yderst mod øst ses det gamle Hansborg.

## Omgivelser og adgang til Haderslev Dam
Fra Haderslev går en rute langs sydsiden af Haderslev Dam, hvor den fra Erlev følger Geheimerådens Sti, der blev anlagt i 1932 på initiativ af gehejmeråd J.A. Hansen. Når den følges, nås først Bergs Plads med flere grillsteder, borde og bænke og to anløbsbroer for kanoer. Sydøst for pladsen er der et primitivt overnatningssted. Ved Sophies Kilde, som er en hellig kilde, kan man smage det kølige kildevand. I dyrehaven lever flokke af dådyr og kronhjorte, hvis efterårsbestand er på ca. 200 stk. dåvildt og 20 stk. kronvildt. Der afskydes årligt et antal dyr for at holde bestanden på dette niveau. Ved Nørreskovgård, hvor der er udsigt over Haderslev Dam og fjorden, er der et læskur og toilet. Ruten fortsætter over Hindemaj-dæmningen til nordvesthjørnet af dammen, hvor restaurant Damende er beliggende i udkanten af skoven på en skrænt ned mod vandet. Det er et gammelt traktørsted og udflugtsmål, som man tidligere sejlede til, og som nu er en almindelig restaurant. Via landsbyen Fredsted går ruten mod Haderslev. Der er ikke fortov langs vejen gennem Fredsted. Ved Haderslev Sygehus tager ruten atter en afstikker ned til Haderslev Dam, hvor der er mulighed for at iagttage fuglelivet på dammen og Holmene.
I 2018 fik Haderslev sin nuværende dambåd, Haderslev Dambåd Dorothea, der sejler ud fra broen i den indre dam.

## Hindemade
Hindemade (også kaldet Hindemaj), betyder "fugtig eng hvor hinderne går", er den vestligste af de 3 søer og er en 45 ha stor skovsø, der genopstod efter et naturgenoprettelsesprojekt i 1994 efter at have været drænet og tørlagt siden 1930'erne. Også en å blev genetableret og fik et frit og snoet løb tilbage. I søen findes tre–fire småøer. Der er adgang til Hindemade fra Damende og Hammelev. Hindemade er en del af Natura 2000-område nr. 92 Pamhule Skov og Stevning Dam

## Fugle- og fiskeliv
Omkring søerne findes et rigt fugleliv, hvor der er mulighed for at observere toppet lappedykker, skarv, fiskehejre, knopsvane, vibe, grågås, gråand, troldand, stor skallesluger, musvåge, fasan, grønbenet rørhøne, blishøne, hættemåge, natugle, hvid vipstjert, musvit og allike. I søerne lever bl.a. brasen, skalle og gedde.

## Dampark og indre dam
I 1948-1956 blev der anlagt en omfartsvej umiddelbart vest for Haderslev, idet den tidligere nord-sydgående hovedvej gennem byens centrum ikke længere kunne klare den tiltagende trafik. Den nye hovedvej blev anlagt på en nyetableret dæmning over den østligste del af Haderslev Dam. På denne måde opstod en indre dam, og en dampark blev samtidig anlagt og indviet i 1958 som en oase vest for byens centrum. Parken er ca. 9 ha og Inderdammen 4,6 ha.
Parken har grusstier, der via tunnel breder sig over på den anden side af omfartsvejen til bredden mod vest. Herudover findes mange store græsplæner på begge sider.
I Damparken er opstillet en mindesten for den danske modstandsbevægelses ofre 1940-45, og der er adskillige både ældre og moderne skulpturer udført af bl.a. Johannes Bjerg, Ole Find, Jørgen Gudmundsen-Holmgreen, Helge Holmskov og Eywin Langkilde. Ud for Hotel Norden finder man en statue af Peter Hiort Lorenzen.
Der er adskillige legepladser i parken og udlejning af cykelbåde på dammen, ligesom der også findes kiosk, hvor der kan købes forfriskninger og grill-varer. Der findes toiletter og P-pladser i tilknytning til parken.
Den bevaringsværdige Klosterkirkegård ligger på en forhøjning i parkens østlige del. Her er monumenter for de faldne i verdenskrigene fra både dansk og tysk side. Fra kirkegården er der kun kort vej til den gamle bydel og Haderslev Domkirke, ligesom Sankt Severin Kirke og kirkegård ligger umiddelbart op til parkens nordvestlige hjørne. 
Parken har i øvrigt flere kanaler, tilløb, afløb og broer samt mange bede og pergola med roser, krydderurter og buske og blomster. Desuden findes en petanquebane i parken.
Såfremt isen i vinterperioden opnår en tykkelse på mindst 17 cm bliver dammen givet fri. Inderdammen blev i vinteren 2010 åbnet for færdsel den 8. januar således, at skøjteløbere og andet publikum kunne færdes på isen. Sidst det var tilfældet var i 2002.[kilde mangler].Dammen var igen åben for skøjteløb, i vinteren 2020-21, vel at mærke kun to dage

## Møllestrømmen
Møllestrømmens begyndelse i vest: 55°14′49.75″N 9°28′41.04″Ø / 55.2471528°N 9.4780667°Ø
Møllestrømmens afslutning i øst: 55°14′51.23″N 9°29′40.06″Ø / 55.2475639°N 9.4944611°Ø
Møllestrømmen er en ca. 1 km lang strøm, der syd om Haderslev by, leder vandet fra Haderslev Dam i vest ud i Haderslev Fjord i øst. Hvor Møllestrømmens udløb starter i den østlige del af Haderslev Dam, er dens bredde, lige syd for den ydre halvø og nord for Haderslev Søsportscenter, ca. 50 meter. Herfra forløber ca. 250 meter til passage under omfartsvejen. Det næste afsnit – fortsat i østlig retning – indtil møllestryget ved Lavgade-broen, er på ca. 400 meter og på sine steder er strømmen helt op til 90 meter bred. I denne del findes mange rekreative områder samt beboelse og Haderslev Roklub. 75 meter øst for omfartsvejen løber en kanal fra Indre Dam ud i Møllestrømmen. Mellem omfartsvejen og møllestryget, på sydsiden findes et rekreativt område kaldet Fugleøen, på hvilket sted der var etableret bro i middelalderen. Strømmen snævrer ind ved det i år 2000 etablerede møllestryg, Ved stryget anlæggelse blev en 450 år gammel fiskespærring fjernet, så havørreder og laks fik fri passage. Møllestryget slutter på øst-siden af Lavgade-broen, lige ud for den gamle Slotsvandmølle. Herefter kommer et stykke på ca. 330 meter indtil broen ved Hertug Hans Gade. Herefter løber strømmen ud i havn og fjord.

## Katastrofen på Haderslev Dam
Den 8. juli 2009 blev der i parken rejst en mindesten i anledning af 50-året for katastrofen på Haderslev Dam, hvor en turbåd forulykkede, og 57 mennesker omkom. Mindestenen er placeret på halvøen vest for omkørselsvejen, omkring 800 meter øst for det sted, hvor katastrofen skete. Der er tale om en 3,20 meter høj granitsten, der er omkranset af tre granitbænke og en del af en tre meter høj skibsstævn i granit, der for eftertiden skal markere, at den sønderjyske domkirkeby i 1959 blev ramt af en tragedie. Teksten på østsiden af stenen er citeret nedenfor og på vestsiden er de 57 navne på katastrofens dødsofre anført.

Dette mindesmærke er rejst for at markere katastrofen

på Haderslev Dam den 8. juli 1959

TIL MINDE OM

De 57, som døde

De, som reddede nødstedte passagerer uden hensyn til eget liv

De, som støttede og hjalp de overlevende

ÆRET VÆRE MINDET OM DE 57 OFRE

Denne sten er rejst i 50-året for katastrofen